# 182e division d'infanterie
La 182e division d'infanterie (en allemand : 182. Infanterie-Division ou 182. ID) est une des divisions d'infanterie de l'armée allemande (Wehrmacht) durant la Seconde Guerre mondiale également connue sous le nom de et 182. Reserve-Division.

## Historique
- 20 octobre 1939 : l'état-major divisionnaire est formé dans le Wehrkreis XII en tant qu'unité de l'Armée de remplacement sous le nom de Kommandeur der Ersatztruppen 2/XII
- Début novembre 1939 : l'état-major prend le nom de Division Bayer à Łódź dans le Wehrkreis XXI
- 7 novembre 1939 : La Division Bayer est renommée 182. Division
- 23 décembre 1939 : Elle prend le nom de Division Nr. 182
- 10 août 1940 : La Division s'installe à Coblence, de retour dans le district militaire XII
- 15 juillet 1941 : la division est transférée à Nancy dans l'Est de la France.
- 10 juillet 1942 : La Division est renommée 182. Reserve-Division
- 1er avril 1945 : La 182. Infanterie-Division est formée à partir de la 182. Reserve-Division
- 8 mai 1945 : Elle subit de lourdes pertes en Slovaquie contre l'Armée Rouge et finit la guerre avec la taille d'un Kampfgruppe.

## Organisation

### Commandants
| Date                                | Grade           | Commandant       |
| ----------------------------------- | --------------- | ---------------- |
| 19 octobre 1939 - 24 avril 1940     | Generalleutnant | Friedrich Bayer  |
| 24 avril 1940 - 30 mai 1941         | Generalleutnant | Hans von Baße    |
| 30 mai 1941 - 5 juin 1942           | Generalleutnant | Franz Karl (en)  |
| 5 juin 1942 - 27 septembre 1942     | Generalleutnant | Karl Gümbel (en) |
| 27 septembre 1942 - 5 décembre 1942 | Generalmajor    | Paul Lettow      |
| 5 décembre 1942 - 25 mars 1944      | Generalleutnant | Otto Schilling   |
| 25 mars 1944 - 1er avril 1945       | Generalleutnant | Richard Baltzer  |
| 1er avril 1945 - 8 mai 1945         | Generalleutnant | Richard Baltzer  |

### Officiers d'opérations (Generalstabsoffiziere (Ia))
| Date                     | Grade      | Commandant |
| ------------------------ | ---------- | ---------- |
| 2 mars 1945 - 8 mai 1945 | Major i.G. | Gehrke     |

## Théâtres d'opérations
- Allemagne : octobre 1939 - novembre 1939
- Pologne : novembre 1939 - septembre 1940
- France : septembre 1940 - novembre 1944
- Slovaquie : novembre 1944 - mai 1945

## Ordres de bataille
Avril 1945
- Grenadier-Regiment 663
- Grenadier-Regiment 664
- Grenadier-Regiment 665
- Artillerie-Regiment 1082
- Divisions-Nachschubführer 1082

Juillet 1942
- Reserve-Grenadier-Regiment 79
- Reserve-Grenadier-Regiment 112
- Reserve-Grenadier-Regiment 342
- Reserve-Artillerie-Abteilung 1082
- Reserve-Pionier-Kompanie 1082
- Kommandeur Divisions-Nachschubtruppen 1082

Août 1941
- Infanterie-Ersatz-Regiment 79
- Infanterie-Ersatz-Regiment 112 (à partir de juin 1942)
- Infanterie-Ersatz-Regiment 246 (jusqu'en juin 1942)
- Infanterie-Ersatz-Regiment 263
- Infanterie-Ersatz-Regiment 342
- Artillerie-Ersatz-Regiment 34
- Artillerie-Ersatz-Abteilung 70 (à partir de juin 1942)

Septembre 1940
- Infanterie-Ersatz-Regiment 79
- Infanterie-Ersatz-Regiment 246
- Infanterie-Ersatz-Regiment 263
- Artillerie-Ersatz-Regiment 34
- Pionier-Ersatz-Bataillon 34
- MG-Ersatz-Bataillon 14

Mars 1940
- Infanterie-Ersatz-Regiment 79
- Infanterie-Ersatz-Regiment 246
- Infanterie-Ersatz-Regiment 263
- Artillerie-Ersatz-Regiment 34
- Pionier-Ersatz-Bataillon 34